# Telecomsoft
Telecomsoft era la divisione informatica della compagnia di telecomunicazioni britannica British Telecom (poi divenuta BT). Era un'editrice proprietaria delle celebri etichette Firebird, Rainbird e Silverbird, attraverso le quali erano pubblicati videogiochi per home computer a diversi prezzi.

## Storia
L'azienda fu fondata nel 1984 da Ederyn Williams, general manager della divisione dei servizi informativi della British Telecom, specificatamente per la pubblicazione di videogiochi per piattaforme a 8 bit e a 16 bit. I sistemi per i quali pubblicava erano principalmente Commodore 64, ZX Spectrum e Amstrad CPC, a parte la Rainbird che era dedicata soprattutto ad Amiga e Atari ST. Furono inizialmente istituite tre differenti etichette all'interno della Telecomsoft, ognuna delle quali con una specifica strategia di marketing, benché alcune delle quali in seguito furono ulteriormente segmentate in altre sotto-etichette.
Nel 1985 la BT acquisì l'esclusiva con lo sviluppatore Odin Computer Graphics Ltd (ex Thor) di Liverpool e pubblicò i suoi titoli fino alla chiusura della Odin.
Nel tardo 1985 Telecomsoft acquistò da EMAP l'etichetta Beyond Software per poco meno di £1 000 000.
Negli Stati Uniti venne istituita la Firebird Licensees Inc., anch'essa interamente di proprietà di British Telecom, con sede a Waldwick. Il suo scopo era commercializzare in Nordamerica i titoli delle linee Firebird e Rainbird.
Molti titoli, tra cui quelli della Magnetic Scrolls, vennero distribuiti negli USA dalla Firebird Licensees, finché nel 1988 la Activision (in quel periodo divenuta Mediagenic, con sede a Menlo Park) acquisì tutti i diritti di distribuzione statunitensi. Negli USA il marchio Firebird fu sostanzialmente chiuso e a seguire si utilizzò Rainbird.
Nel 1989 l'azienda fu rilevata dalla statunitense Microprose, che smantellò quasi immediatamente la Silverbird, non essendo interessata ai titoli di fascia bassa, e continuò a pubblicare titoli per le etichette Firebird e Rainbird per un breve periodo, prima di cessare le loro attività.

## Etichette
L'etichetta Firebird, avente come logo un uccello fiammeggiante rosso, sarebbe diventata la principale identità della Telecomsoft. I prodotti vennero presto suddivisi in due fasce di prezzo, la più alta Gold e l'economica Silver; inizialmente, in patria, i titoli erano venduti rispettivamente a £5,95 e £2,50.
In seguito Firebird evolvette in una etichetta soltanto per videogiochi a prezzo pieno e nel 1988 fu creata la Silverbird per la pubblicazione di videogiochi a basso costo, a partire da £1,99. Il logo era lo stesso di Firebird, ma argentato.
La Rainbird venne istituita nel 1986 per i software più avanzati e si concentrò soprattutto sui nuovi computer a 16 bit (Atari ST e Amiga). Come logo adottò un glaciale uccello azzurro, contrapposto all'uccello fiammeggiante di Firebird.

## Titoli pubblicati

### Firebird
I seguenti sono i titoli pubblicati a prezzo pieno da Telecomsoft con le etichette Firebird, Firebird Gold e Firebird Hot tra il 1984 e il 1989.
- 3D Pool
- Action Fighter
- Black Lamp
- Bubble Bobble
- Buggy Blast
- Bushido
- Cholo
- The Comet Game
- Costa Capers
- Crosswize
- Dark Sceptre
- Demons of Topaz
- Druid
- Dynamic Duo
- Earthlight
- Elite
- Empire!
- Enlightenment: Druid II
- Exploding Fist +
- Flying Shark
- Gerry the Germ
- G.I. Hero
- Golden Path
- Gothik
- Gyron
- Hive
- Intensity
- IO
- Kinetik
- Magnetron
- Mr. Heli
- Mystery of the Nile
- Night Shade
- On the Tiles
- P47 Thunderbolt
- Pandora
- Quartz
- Rasputin
- Return to Genesis
- Revs
- Revs+
- Rick Dangerous
- Runestone
- Sabre Wulf
- Samurai Warrior
- Savage
- Scary Monsters
- The Sentinel
- Sidewize
- Soldier of Fortune
- Star Trek: The Rebel Universe
- Starstrike II
- Underwurlde
- Vectron 3D
- Virus
- Whirligig

### Rainbird
I seguenti sono i titoli pubblicati da Telecomsoft con l'etichetta Rainbird tra il 1984 e il 1990.
- Advanced Music System (software musicale)
- Advanced OCP Art Studio (software grafico)
- Betrayal
- Carrier Command
- Corruption
- Elite
- First Contact
- Fish!
- The Guild of Thieves
- Jewels of Darkness
- Jinxter
- Knight Orc
- Legend of the Sword
- Morpheus
- The Music System (software musicale)
- The OCP Art Studio (software grafico)
- The Pawn
- Silicon Dreams
- Starglider
- Starglider 2: The Egrons Strike Back
- Tracker
- UMS
- UMS Scenario Disc One: The American Civil War
- UMS Scenario Disc Two: Vietnam
- Verminator
- Weird Dreams

I titoli usciti con l'etichetta Rainbird, ma interamente concepiti e pubblicati da MicroProse, includono MidWinter, MidWinter 2: The Flames of Freedom, The Tower of Babel, UMS II: Nations at War.

### Silverbird
I seguenti sono i titoli pubblicati a basso costo da Telecomsoft con le etichette Firebird Silver, Firebird Super Silver e Silverbird tra il 1984 e il 1988. Alcuni sono titoli originali, altri riedizioni economiche di giochi già pubblicati in precedenza, anche da altre aziende.
- 123
- 3D Stockcar Championship
- Acid Drops
- American Road Race
- Antiriad
- Arcade Classics
- Back to the Future
- Beach Buggy Simulator
- Beam Rider
- Biggles
- Biospheres
- Bird Strike
- Blow Out
- BMX Kidz
- Bombscare
- Booty
- Bounces
- Brainstorm
- Buccaneer
- Byte Bitten
- Cauldron
- Cauldron II
- Caverns of Eriban
- Chaos
- Cheap Skate
- Chickin Chase
- Chimera
- Circus Circus
- Code Hunter
- Collapse
- Combat Crazy
- Crazy Caverns
- Cylu
- Dark Star
- Decathlon
- Demon's Revenge
- Denarius
- Don't Panic
- Dont Buy This!
- Down to Earth
- Droidz
- Duck!
- Dynamite Dan
- Egg Head
- Enduro
- Estra
- European 5-a-Side
- Exodus
- The Extirpator
- Fahrenheit 3000
- Fat Man Sam
- Fighter Pilot
- Force One
- Freak Factory
- Fury
- Galax-i-Birds
- Gerry the Germ Goes Body Poppin'
- GoGo The Ghost
- Gold Digger
- Goldrush
- Graphic Editor (software grafico)
- Gunstar
- Gyron Arena
- H.E.R.O.
- The Hacker
- Halloween o Olli & Lissa II: Halloween
- The Halls of the Things
- The Happiest Days of Your Life
- Harvey Headbanger
- Headache
- Heist 2012
- Helichopper
- The Helm
- Hopper Copper
- Hyber Blob
- I Ball II: The Quest for the Past
- I of the Mask
- I, Ball
- Imagination
- International Speedway
- Into the Deep
- Kai Temple
- Kick Boxing
- King's Keep
- Lightning Simulator
- Mad Nurse
- Matta Blatta
- Mega Bucks
- Menace
- Merlin
- Mermaid Madness
- Mickey the Bricky
- Micro Rhythm (software musicale)
- Micro Rhythm Plus
- Microcosm
- Mission Genocide
- Mr. Freeze
- Mr. Wino
- Muggins the Spaceman
- Netrun 2000
- Night Gunner
- Ninja Master
- Ninja Scooter Simulator
- Octan
- Oh No!
- Olli and Lissa
- On Court Tennis
- On Field Football
- On the Run
- Oriental Hero
- Parabola
- Park Patrol
- Pasteman Pat
- Peter Pack Rat
- Pitfall!
- Pitfall II: Lost Caverns
- The Plot
- Pneumatic Hammers
- Pogostick Olympics
- The Prince
- Prodigy
- Raging Beast
- Rainbow Dragon
- Rasputin
- Realm
- Rebelstar
- Rebelstar 2
- Ricochet
- Riddlers Den
- River Raid
- Rock 'n Wrestle
- Run Baby Run
- Runner
- Sai Combat
- Scorpius
- Scuba Kidz
- Seabase Delta
- Shark
- Short's Fuse
- Sir Loin
- Skate Board Joust
- Skateboard Kidz
- Slimey's Mine
- Snake Bite
- Space Shuttle
- Spaced Out
- Special Agent
- Spike
- Spiky Harold
- Sports Hero
- Star Drifter
- Star Firebird
- Star Pilot
- Star Slayer
- Starstrike I & II
- Street Warriors
- Stunt Bike Simulator
- Subsunk
- Super Rider
- Tank Busters
- Terra Force (riedizione di Armageddon)
- Thingy and the Doodahs
- Think!
- Thrust
- Thrust II
- Thunderbirds
- Thunderzone
- Time Flies
- Torpedo Alley
- Train Robbers
- Trojan Warrior
- Tubaruba
- Turbo Boat Simulator
- Twinky Goes Hiking
- U.F.O.
- Ubik's Music (software musicale)
- Ultima Ratio
- Video Classics
- Viking Raiders
- War Cars Construction Set
- War Hawk
- The Wild Bunch
- Willow Pattern
- Winter Sports
- Xarax
- Zenji
- Zolyx
- Zone Ranger
- Zulu

### Odin Computer Graphics
I seguenti titoli uscirono con etichetta Odin quando era di proprietà della Telecomsoft.
- I.C.U.P.S.
- Heartland
- Hypaball
- Mission A.D.

Altri titoli sviluppati dalla Odin, ma pubblicati con le altre etichette di Telecomsoft, furono On the Tiles, Scary Monsters, Sidewize, U.F.O. (Firebird) e The Plot (Silverbird).

### Beyond Software
I seguenti titoli uscirono con etichetta Beyond quando era di proprietà della Telecomsoft.
- Best of Beyond (raccolta)
- Bounces
- Dante's Inferno
- Doomdark's Revenge
- Enigma Force
- Infodroid
- Quake Minus One

Inoltre Superman: The Game della Beyond, nelle versioni Amstrad CPC e ZX Spectrum, fu l'unico gioco pubblicato dalla Telecomsoft direttamente con il proprio marchio, senza utilizzare alcuna delle sue solite etichette.